# Linard-Malval
Linard-Malval es una comuna nueva francesa situada en el departamento de Creuse, de la región de Nueva Aquitania.

## Historia
Fue creada el 1 de enero de 2019, en aplicación de una resolución del prefecto de Creuse de 28 de septiembre de 2018 con la unión de las comunas de Linard y Malval, pasando a estar el ayuntamiento en la antigua comuna de Linard.

## Demografía
Según los datos aportados en la resolución del prefecto de Creuse, la comuna se crea con 214 habitantes.

## Composición
| Comuna fusionada | Código INSEE | Población (2016) | Superficie (km²) | Densidad (hab./km²) |
| ---------------- | ------------ | ---------------- | ---------------- | ------------------- |
| Linard           | 23109        | 166              | 12.6             | 13                  |
| Malval           | 23121        | 42               | 4.03             | 10                  |